# 2,5-Diketokamfan 1,2-monooksigenaza
2,5-Diketokamfan 1,2-monooksigenaza (EC 1.14.13.162, 2,5-diketokamfan laktonizujući enzim, ketolaktonaza I (nespecifična), 2,5-diketokamfan 1,2-monooksigenazna oksigenaciona komponenta, 2,5-DKCMO, camP (gen), kamfor ketolaktonase I) je enzim sa sistematskim imenom (+)-bornan-2,5-dion,NADH:kiseonik oksidoreduktaza (1,2-laktonizacija). Ovaj enzim katalizuje sledeću hemijsku reakciju
(+)-bornan-2,5-dion + O2 + NADH + H+ {\displaystyle \rightleftharpoons } (+)-5-okso-1,2-kamfolid + NAD+ + 2O
Za rado ovog flavoproteina (FMN) je neophodan jon Fe2+.

## Literatura
- Nicholas C. Price; Lewis Stevens (1999). Fundamentals of Enzymology: The Cell and Molecular Biology of Catalytic Proteins (Third изд.). USA: Oxford University Press. ISBN 019850229X.
- Eric J. Toone (2006). Advances in Enzymology and Related Areas of Molecular Biology, Protein Evolution (Volume 75 изд.). Wiley-Interscience. ISBN 0471205036.
- Branden C; Tooze J. Introduction to Protein Structure. New York, NY: Garland Publishing. ISBN 0-8153-2305-0.
- Irwin H. Segel. Enzyme Kinetics: Behavior and Analysis of Rapid Equilibrium and Steady-State Enzyme Systems (Book 44 изд.). Wiley Classics Library. ISBN 0471303097.
- William P. Jencks (1987). Catalysis in Chemistry and Enzymology. Dover Publications. ISBN 0486654605.

## Spoljašnje veze
- 2,5-diketocamphane+1,2-monooxygenase на 